# Marcipa flavilinea
Marcipa flavilinea is een vlinder uit de familie spinneruilen (Erebidae). De wetenschappelijke naam is voor het eerst geldig gepubliceerd in 1978 door Pelletier.
De soort komt voor in tropisch Afrika.